# Comutação
Especificamente em telefonia, comutação (jargão) é o processo de interligar dois ou mais pontos entre si. No caso de telefones, as centrais telefônicas comutam (interligam) dois terminais por meio de um sistema automático, seja ele eletromecânico ou eletrônico.
O termo comutação surgiu com o desenvolvimento das Redes Públicas de Telefonia e significa alocação de recursos da rede (meios de transmissão, etc.) para a comunicação entre dois equipamentos conectados àquela rede.

## Tipos de comutação
A comutação pode ser por circuitos, mensagens ou pacotes.

### Comutação de circuitos
Um circuito físico real é formado entre os dois equipamentos que desejam se comunicar. Os elementos de comutação da rede unem (ou conectam) circuitos ponto a ponto independentes até formar um "cabo" que interligue os dois pontos.

### Comutação de mensagem
Não é estabelecido um caminho dedicado entre os dois equipamentos que desejam trocar informações. A mensagem que tem que ser enviada é transmitida a partir do equipamento de origem para o primeiro elemento de comutação, que armazena a mensagem e a transmite para o próximo elemento. Assim, a mensagem é transmitida pela rede até que o último elemento de comutação entregue-a ao equipamento de destino. Neste tipo de comunicação, a rede não estabelece o tamanho da mensagem, podendo esta ser ilimitada.

### Comutação de pacotes
Possui uma filosofia de transmissão semelhante à comutação de mensagem, ou seja, os pacotes são transmitidos através dos elementos de comutação da rede até o seu destino.
A principal diferença entre as duas é que, ao contrário da primeira, na comutação por pacotes o tamanho dos bloco de transmissão é definido pela rede. Em consequência, a mensagem a ser transmitida deve ser quebrada em unidades menores (pacotes).
Ao quebrar a mensagem em pacotes, a rede pode transmitir os pacotes de uma mesma mensagem por vários caminhos diferentes, otimizando os recursos da rede. A desvantagem é que os pacotes podem chegar na ordem trocada, necessitando da criação de mecanismos de ordenamento.

## Tabela comparativa entre os tipos de comutação
| Item                                                      | Comutação de Circuitos | Comutação de Mensagem | Comutação de Pacotes |
| Estabelecimento do circuito                               | Obrigatório            | Sem necessidade       | Sem necessidade      |
| Caminho físico dedicado                                   | Sim                    | Não                   | Não                  |
| Cada pacote segue a mesma rota                            | Sim                    | Sim                   | Não                  |
| A falha do elemento comutador impossibilita a comunicação | Sim                    | Sim                   | Não                  |
| Recursos da rede disponibilizados                         | Fixo                   | Dinâmico              | Dinâmico             |
| Desperdício de recursos da rede                           | Sim                    | Médio                 | Não                  |
| Exemplos de serviços                                      | Telefonia              | E-mail                | IP, Frame Relay      |

Existe também a comutação na matemática.